# Hansjörg Müller
Hansjörg Müller (nascido em 30 de abril de 1968) é um político alemão. Nascido em Treuchtlingen, Baviera, ele representa a Alternativa para a Alemanha (AfD). Hansjörg Müller é membro do Bundestag do estado da Baviera desde 2017.

## Vida
Ele tornou-se membro do Bundestag após as eleições federais alemãs de 2017. É membro da Comissão de Economia e Energia.